# Жук, Геннадий Вилиорович
Жук Геннадий Вилиорович (род. 24 мая 1968, Кривой Рог, Днепропетровская область) — украинский учёный-материаловед. Доктор технических наук (2004), член-корреспондент НАНУ (2024). Директор Института газа НАНУ. Лауреат Национальной премии Украины имени Бориса Патона (2024).

## Биография
Родился 24 мая 1968 года в городе Кривой Рог Днепропетровской области.
В 1991 году окончил Московский физико-технический институт.
С 1991 года работал в Институте электросварки НАНУ (Киев): с 2005 года — ведущий научный сотрудник отдела металлургических процессов в вакууме и технике электронно-лучевой плавки; с 2009 года — ведущий научный сотрудник, с 2014 года — заведующий отделом газовых технологий, с 2017 года — заместитель директора по научной работе. С 2020 года — директор Института газа НАНУ (Киев).

## Научная деятельность
Специалист в области материаловедения.
В область научных интересов входят металлургические процессы кристаллизации слитков металлов и сплавов. Перспективное направление — создание технологий на основе топлива будущего газовых гидратов.
Участник разработки технологий по энергоэффективному получению сжиженного метана и потенциальное использование криогенного сжиженного природного газа. Руководитель работ по технологии альтернативных газовых топлив (включая свалочный и биогаз).

### Научные труды
- Математическое моделирование процессов кристаллизации титанового сплава Ti–6Al–4V при ЭЛПЕ // ПСЭ. 1998. № 2;
- Влияние начальных скоростей охлаждения при кристаллизации на структуру и свойства жаропрочных никелевых сплавов // Фундам. исследования физико-химии металличес. расплавов: Сб. науч. ст. Москва, 2002;
- Прогнозирование структуры титановых слитков-слябов, получаемых способом ЭЛПЕ // Современ. электрометаллургия. 2005. № 3;
- Электронно-лучевая плавка титана. К., 2006;
- Досвід утилізації звалищного газу в енергетичних установках в Україні. К., 2015;
- Extraction of carbon dioxide from gas mixtures with amines absorbing process // Energy Procedia. 2017. Vol. 128;
- Перспективні газові технології для сучасної України. К., 2022.

## Награды
- Национальная премия Украины имени Бориса Патона (2024).